# Hang the DJ
«Hang the DJ» es el cuarto episodio de la cuarta temporada de la serie de antología Black Mirror. Fue escrito por Charlie Brooker y dirigido por Tim Van Patten. El episodio se emitió por primera vez en Netflix, junto con el resto de los episodios de la temporada, el 29 de diciembre de 2017.
Amy (Georgina Campbell) y Frank (Joe Cole) son dos de las muchas personas en un Sistema amurallado que son instruidas por un compañero digital, la «Tutora» (expresado por (Gina Bramhill), en relaciones románticas con otros. La Tutora dicta cuánto tiempo pueden pasar juntos las parejas, recopila sus datos y les ayuda a encontrar su «otro compatible». Amy y Frank solo están dispuestos por un corto período de tiempo, antes de que se relacionen con otros. Después de unos breves encuentros, Amy y Frank se dan cuenta de que se enamoraron e intentan rebelarse contra la Tutora y el Sistema. 
El episodio recibió la aclamación de la crítica por su historia simple y satisfactoria y las actuaciones de Campbell y Cole. Los críticos elogiaron las tecnologías de Tinder y Siri exploradas durante el episodio y su final. Algunos compararon el episodio con el tono edificante de «San Junipero».

## Argumento
Frank (Joe Cole) es instruido por la «Tutora», un sistema de inteligencia artificial instalado en una pequeña tableta circular para ir al «Hub», un gran edificio tipo centro comercial. Frank va a un restaurante en el Hub, donde se le une Amy (Georgina Campbell), quien también sigue las instrucciones de la Tutora. Allí, los dos admiten el uno al otro que esta es su primera vez en «el Sistema», que dicta las relaciones románticas en las que entrarán sus usuarios y durante cuánto tiempo. Amy y Frank revisan sus tabletas y descubren que solo les quedan 12 horas de relación.
Amy y Frank son llevados a una casa numerada, pasando por una pared circundante en el camino. Hablan, luego duermen uno al lado del otro, y se separan a la mañana siguiente después de que sus tabletas cuentan a cero el tiempo de su relación. En conversaciones separadas con la Tutora, se revela que el sistema ingresa a los usuarios en numerosas relaciones y recopila datos en ellos para hacer coincidir al usuario con su «otro compatible definitivo» en el «día de emparejamiento» del usuario, lo que hace con un supuesto 99.8  de certeza porcentual.
A Amy se le asigna una relación de nueve meses con Lenny (George Blagden), una atractiva «mano vieja» en el sistema. Frank tiene una relación de un año con la brusca Nicola (Gwyneth Keyworth).
Amy y Frank se vuelven a encontrar en una celebración de día de emparejamiento, a la que asisten con sus respectivas parejas. Después de este encuentro, Amy comienza a distanciarse de Lenny. Cuando su relación con Lenny expira, Amy es asignada a una cadena de relaciones cortas, que cada vez son más insignificantes. Cuando la relación de Frank con Nicola expira, Amy y Frank una vez más se emparejan entre sí y se prometen mutuamente no verificar el tiempo de su relación.
A medida que la relación de Amy y Frank continúa, Frank se distrae por el hecho de que su relación tiene una fecha de finalización establecida. Él rompe su promesa a Amy y revisa su tableta para ver cuánto tiempo les queda. La tableta inicialmente muestra una duración de cinco años, pero luego se recalibra a períodos de tiempo más cortos y más cortos. La Tutora informa a Frank que su «observación unilateral» de la fecha de vencimiento ha acortado su relación con Amy. La tableta finalmente se establece en 20 horas. Al día siguiente, Amy confronta a Frank por su comportamiento distraído. Frank admite que revisó su fecha de caducidad y le dice a Amy que solo les queda una hora. Los dos discuten, con Frank sugiriendo que trepen la pared circundante y escapen del Sistema, mientras se les acerca un guardia de seguridad que lleva una Taser. Amy deja a Frank, enojado con él por romper su promesa y «quebrantar» su relación.
Después de otra serie de relaciones indistinguibles, la Tutora informa a Amy que se ha encontrado su pareja definitiva, y que su día de emparejamiento será el día siguiente. La Tutora le dice a Amy que su pareja definitiva es alguien a quien Amy nunca ha visto antes, y le da a Amy la oportunidad de despedirse de una persona de su elección. Amy elige despedirse de Frank y luego arroja su tableta en una piscina. Los dos se encuentran en el restaurante del Hub, donde Amy confirma con Frank que ninguno de ellos recuerda cómo era su vida antes de ingresar al Sistema. Ella le dice a Frank que deben someterse a una prueba, y que rebelarse contra el Sistema es parte de pasarlo. Un guardia de seguridad con un Taser intenta detenerlos cuando se van, pero Amy congela al guardia, junto con el resto de la gente en el Hub. Los dos corren hacia la pared y la suben. A medida que suben, las luces debajo de ellos se apagan y la negrura pixelada lo envuelve todo, revelando que estaban en un tipo de simulación. Amy y Frank reaparecen en una plaza virtual con el número 998 por encima de sus cabezas, rodeados por cientos de parejas de Amy y Frank igualmente numeradas. Sobre ellos, el texto del estilo de videojuego anuncia que se han ejecutado 1000 simulaciones, con rebeliones ocurriendo en 998 de ellas.
En el «mundo real», se revela que el Sistema y sus simulaciones formaban parte del algoritmo de una aplicación de citas en línea, ya que la aplicación en sus teléfonos coincide con Amy y Frank en el mundo real junto con 99.8% de certeza. Amy y Frank se sonríen, mientras «Panic» de The Smiths suena de fondo, y Amy comienza a acercarse a Frank.

## Reparto
- Georgina Campbell - Amy
- Joe Cole - Frank
- Gina Bramhill - Entrenadora
- George Blagden - Lenny
- Gwyneth Keyworth - Nicola
- Jessie Cave - Edna
- Luke Manning - Mike
- Tim Prichett - Norman
- Alex Tamaro - Butch
- Che Watson - Silverfox
- Bruce Chong - David
- Anna Dobrucki - Patty

## Producción

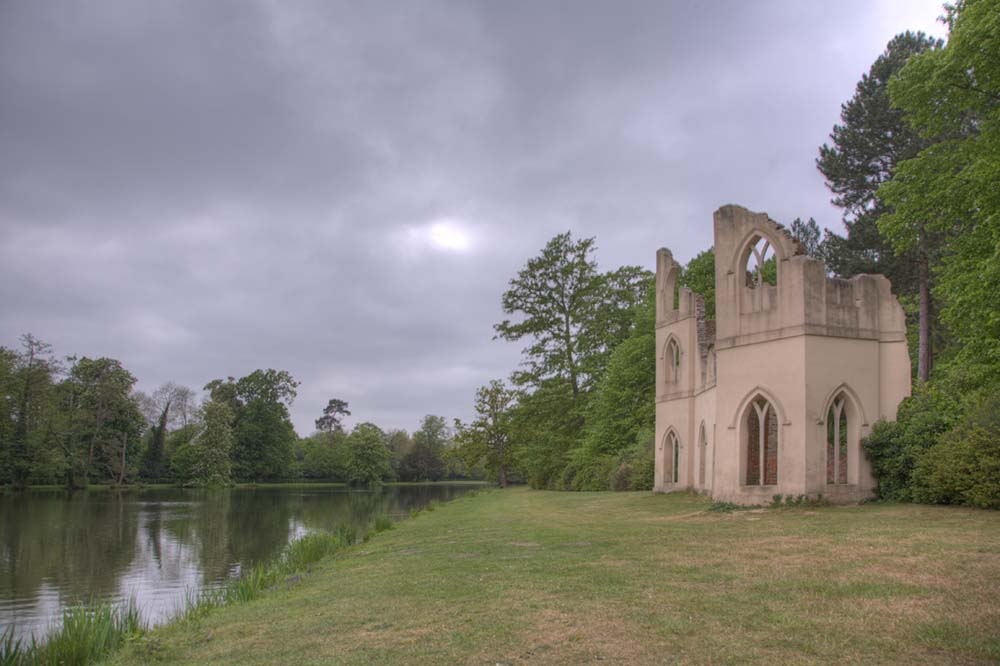
Algunas filmaciones exteriores tuvieron lugar en Painshill, incluida la ceremonia del Día de Emparejamiento en las ruinas de una abadía en el sitio.

Mientras que la temporada uno y dos de Black Mirror se exhibieron en Channel 4 en el Reino Unido, en septiembre de 2015 Netflix encargó la serie para 12 episodios, y en marzo de 2016 superó a Channel 4 por los derechos de distribución de la tercera temporada, con un oferta de 40 millones de dólares. La orden de 12 episodios se dividió en dos temporadas de seis episodios cada una.
Según Annabel Jones, el cocreador del episodio, «Hang the DJ», tenía la intención de reflexionar sobre el estado de las citas en la actualidad y la «sensación general de soledad». Uno de los desafíos del episodio fue mantener el giro —que la mayoría de los eventos ocurrieron dentro de una simulación por computadora— poco claro hasta el final, pero inclusive así proporcionar suficientes detalles para que el espectador sepa que algo no funciona con la configuración.

### Marketing
En mayo de 2017, una publicación de Reddit anunció extraoficialmente los nombres y directores de los seis episodios de la temporada 4 de Black Mirror. El primer avance de la temporada fue lanzado por Netflix el 25 de agosto de 2017 y contenía los seis títulos de los episodios.
A partir del 24 de noviembre de 2017, Netflix publicó una serie de pósteres y avances para la cuarta temporada de la serie, conocida como los «13 días de Black Mirror». El 6 de diciembre, Netflix publicó un avance que presentaba una amalgama de escenas de la cuarta temporada, que anunciaba que la serie se lanzaría el 29 de diciembre.